# بوبي كروس
بوبي كروس (بالإنجليزية: Bobby Cross) هو لاعب كرة قدم أمريكية أمريكي، ولد في 4 أبريل 1931 في رينجرز في الولايات المتحدة.

## وصلات خارجية
- بوبي كروس على موقع مرجع كرة القدم المحترفة.كوم (الإنجليزية)